# Japan Soccer League 1981
La temporada de 1981 fue la decimoséptima edición de la Liga de fútbol de Japón , el mayor nivel de campeonato de fútbol japonés.

## Primera División
El Fujita Industries ganó su tercer (y hasta la fecha último) título de Liga.
El Nippon Steel, miembro inaugural de la Primera División de 1965 como Yawata Steel, fue derrotado por el subcampeón de Segunda, el Nissan en la promoción y descendió, para nunca volver a la división máxima. El Yamaha Motors fue descendido como último de la tabla tras ganar solamente dos encuentros.
| Pos | Club               | Pts | W  | D | L  | GF | GA | GD  | Notas            |
| 1   | Fujita Engineering | 27  | 11 | 5 | 2  | 24 | 7  | +17 | Campeones        |
| 2   | Yomiuri            | 25  | 8  | 9 | 1  | 32 | 16 | +16 |                  |
| 3   | Mitsubishi Motors  | 24  | 10 | 4 | 4  | 24 | 16 | +8  |                  |
| 4   | Yanmar Diesel      | 22  | 7  | 8 | 3  | 21 | 15 | +6  |                  |
| 5   | Furukawa Electric  | 21  | 7  | 7 | 4  | 28 | 23 | +5  |                  |
| 6   | Honda              | 14  | 5  | 4 | 9  | 23 | 28 | -5  |                  |
| 7   | Hitachi            | 13  | 5  | 3 | 10 | 22 | 27 | -5  |                  |
| 8   | Mazda              | 13  | 4  | 5 | 9  | 15 | 27 | -12 |                  |
| 9   | Nippon Steel       | 11  | 3  | 5 | 10 | 14 | 27 | -13 | Promoción        |
| 10  | Yamaha Motors      | 10  | 2  | 6 | 10 | 11 | 28 | -17 | Segunda División |

### Promoción
| Primera División | Ida | Vuelta | Segunda División |
| ---------------- | --- | ------ | ---------------- |
| Nippon Steel     | 0-3 | 1-2    | Nissan Motors    |

## Segunda División
NKK y Nissan regresaron tras dos temporadas en Segunda, NKK también obteniendo la Copa del Emperador, siendo así el primer club en conseguir el doblete de Copa y Segunda División.
Kofu Club se salvó del descenso una vez más al derrotar al NTT West Japan Kyoto. Nagoya Soccer Club, un equipo amateur, volvió a la Liga Regional de Tokai tras una sola temporada.
| Pos | Club                   | Pts | W  | D | L  | GF | GA | GD  | Notas                          |
| 1   | Nippon Kokan           | 26  | 11 | 4 | 3  | 42 | 22 | +20 | Primera División               |
| 2   | Nissan                 | 26  | 11 | 4 | 3  | 31 | 16 | +15 | Promoción con Primera División |
| 3   | Toshiba                | 25  | 12 | 1 | 5  | 46 | 21 | +25 |                                |
| 4   | Tanabe Pharmaceuticals | 22  | 9  | 4 | 5  | 35 | 11 | +24 |                                |
| 5   | Fujitsu                | 21  | 10 | 1 | 7  | 31 | 27 | +4  |                                |
| 6   | Toyota Motors          | 16  | 6  | 4 | 8  | 33 | 30 | +3  |                                |
| 7   | Sumitomo               | 15  | 7  | 1 | 10 | 32 | 31 | +1  |                                |
| 8   | Teijin Matsuyama       | 14  | 5  | 4 | 9  | 23 | 34 | -11 |                                |
| 9   | Kofu Club              | 10  | 4  | 2 | 12 | 18 | 42 | -24 | Promoción con Liga de Ascenso  |
| 10  | Nagoya S.C.            | 5   | 2  | 1 | 15 | 16 | 72 | -56 | Liga Regional                  |

### Promoción
| JSL       | Ida | Vuelta | Liga de Ascenso         |
| --------- | --- | ------ | ----------------------- |
| Kofu Club | 1-0 | 1-0    | NTTPC Kinki (runner-up) |